# Los Santos (província)
Los Santos é uma província de Panamá. Possui uma área de 3.805,40 km² e uma população de 83.495 habitantes (censo 2000), perfazendo uma densidade demográfica de 21,94 hab./km². Sua capital é a cidade de Las Tablas.

## Relevo
O relevo é um dos principais factores que configura o meio ambiente. As cadeias de montanhas e sua disposição pode ser particularmente problemática na formação do clima, a rede fluvial, e erosão do solo, o bioclimática e ainda vai influenciar a forma de utilização dos recursos naturais.
Na província de Los Santos, localizada na Península de Azuero, localizam-se três regiões morfoestructurais, que são caracterizados por as elevacoes apresentados. No relevo Santenho sao claramente distinguíveis três zonas: o setor Azuerense das montanhas dominada pelas montanhas: Occidental de Azuero e a Oriental de Azuero. As montanhas são uma extensão da Cordilheira Central que se estende ao sul até a extinção nas áreas costeiras de Búcaro e Cañas. Há alguns vales proeminentes, entre eles o Tonosí e vale Rico. A zona de baixas colinas e morros, é uma zona de transiçao principalmente no centro-oeste da província. Há uma terceira area na regiao costeira baixa constituida por planicies costeiras e bacias sedimentares dominado por coxilhas) como parte do sopé da cordilheira.

## Geografia
A província está dividida em 7 distritos (capitais entre parênteses):
- Guararé (Guararé)
- Las Tablas (Las Tablas)
- Los Santos (La Villa de los Santos)
- Macaracas (Macaracas)
- Pedasí (Pedasí)
- Pocrí (Pocrí)
- Tonosí (Tonosí)